# Шерстобитов, Данил Дмитриевич
Данил Дмитриевич Шерстобитов (род. 18 августа 2003, Ижевск) — российский хоккеист, нападающий нижнекамского «Нефтехимика».

## Биография
Занимался хоккеем в нижнекамском «Нефтехимике». Играл за его юношескую команду в первенстве России, был её капитаном.
В декабре 2019 года перешёл в молодёжную команду «Нефтехимика» нижнекамский «Реактор», выступающий в МХЛ. В его составе в сезоне-2019/20 провёл 16 матчей. Сезон-2020/21 полностью отыграл в «Реакторе», набрав 11 (4+7) очков в 38 поединках.
В сезоне-2021/22 дебютировал в КХЛ в составе «Нефтехимика», однако большую часть времени выступал за «Реактор», где набрал 32 (7+25) очка в 53 поединках МХЛ. Также на его счету 2 матча в КХЛ за «Нефтехимик» и 3 матча в ВХЛ за ижевскую «Ижсталь».
В сезоне-2022/23 провёл за «Нефтехимик» 14 матчей в КХЛ и набрал первое очко в лиге, сделав результативную передачу. Также провёл 25 игр за «Реактор», набрал 21 (6+15) очко.